# Omnivisión
Omnivisión Multicanal fue el primer canal de televisión por suscripción de Venezuela, el cual estuvo operado por la empresa Omnivisión, C.A. Su sede se encontraba en Caracas y se emitía por la frecuencia 12 en VHF. En 1998, luego de diez años de haber sido fundado, el canal fue reemplazado por Marte TV. 
Omnivisión creó además Omnivisión Multicanal, la primera cableoperadora de Venezuela, conocida también por fundar la extensión latinoamericana del popular canal de películas HBO. Actualmente dicha empresa es conocida como OLE Communications una compañía internacional de medios que controla en conjunto HBO Latin America Group (en sociedad con Time Warner), A+E Networks Latin America (en sociedad con A+E Networks) y NBCUniversal International Networks Spanish Latin America (en sociedad con NBCUniversal), además de poseer un canal propio llamado IVC Network

## Historia

### Inicios y desarrollo (1986-1997)
Omnivisión fue fundada en 1986 bajo la frecuencia de MMDS (Multipoint Multichanel Distribution Sistem) con seis canales en 2.5 GHz y un canal en VHF y UHF, luego que un año antes el Estado venezolano otorgase la concesión de la misma, y siendo sus fundadores el empresario Rafael Simón Urbina, junto con sus hermanos Antonio Simón Urbina (director ejecutivo), Francisco Urbina, Carlos Urbina, Joaquín Urbina y hermana Julieta Urbina los otros socios de la empresa. En marzo de ese mismo año, comenzó a transmitir en período de prueba y no fue sino hasta agosto cuando comenzó oficialmente sus transmisiones.
La Inauguración de las instalaciones de Omnivisión Canal 12 contó con la presencia del entonces Presidente de Venezuela, Dr. Jaime Lusinchi, y desde allí se transmitió la preventa de la programación a transmitirse por dicho canal. La señal de Omnivisión Multicanal se difundía por un sistema de microondas y estaba cifrada, por lo que había que comprar un aparato llamado decodificador entregado por el canal para poder ser vista y, además, se tenía que pagar una cuota mensual para poder ver dicha señal. En efecto, el canal no poseía anunciantes publicitarios y su programación no tenía cortes comerciales. El canal vivía del pago de la suscripción mensual.
En sus inicios la programación consistía principalmente en películas y series de televisión extranjeras, aunque luego pasó a tener programación original como reportajes, concursos y documentales.
Posteriormente, hacia 1991, Omnivisión Multicanal ofreció a los televidentes en Caracas dos horas de señal abierta en la noche (y, luego, la misma se amplió al horario matutino). La oferta de la señal abierta era un noticiero y un programa de opinión llamado Sin censura, que era conducido por el periodista Adelso Sandoval.
En la madrugada del 4 de febrero de 1992 Omnivisión Multicanal fue el primer canal de TV venezolano en grabar imágenes del intento de golpe de Estado ocurrido ese mismo día.
En octubre de 1994 el gobierno venezolano ordenó la expropiación forzosa de Omnivisión, como consecuencia de la crisis financiera registrada a comienzos de ese año, al ser una de las empresas que se ofrecieron como garantía por los 11 bancos nacionalizados e intervenidos que recibieron ayudas del Estado. La deuda del grupo televisivo incluyó también a sus empresas filiales.

### Salida del aire (1998)
Debido a la crisis en la que se encontraba sumida desde 1994, en septiembre de 1998 la Comisión Nacional de Telecomunicaciones de Venezuela concedió a la empresa Marte CVT la frecuencia 12 VHF para que saliera al aire en Caracas un nuevo canal de TV por señal abierta llamado Marte Televisión en reemplazo de Omnivisión Multicanal, por lo que Omnivisión dejó de existir. Sin embargo, el nombre y la marca de Omnivisión aún siguen prevaleciendo, dejando a empresas como MovilMax (un servicio de Internet Wireless) el registro de su nombre y marca comercial.

## Locutores
- Carlos Quintana Negrón †
- Iván Loscher (1988-1990) †
- Carlos Vicente Voth (1998)
- Plácido Garrido (1945-2009) †
- Victor Hugo Bracamonte

## Omnivisión Multicanal

### Canales emitidos
Omnivisión Multicanal presentaba a sus suscriptores las señales de varios canales de TV, varios de ellos extranjeros. Omnivisión Multicanal utilizaba el sistema MMDS. Algunos de los canales de TV foráneos transmitidos por Omnivisión Multicanal fueron: HBO, CNN, ESPN, Turner Network Television, USA Network, A&E, RAI, TVE y ECO. En total contaba con un aproximado de 21 canales de televisión.
Por otra parte, Omnivisión, C.A. produjo los siguientes canales por suscripción temáticos (actualmente desaparecidos):
- Cablecito (1989-1998): primer canal infantil hecho en Venezuela.[12] Buena parte de su programación fueron dibujos animados de Warner Bros. Animation y Hanna-Barbera.

- Agencia Venezolana de Noticias (AVN) (1988-1998): primero dedicado totalmente a las noticias sobre Venezuela. Es de hacer notar que este canal no tiene ninguna relación con la agencia de noticias creada por el gobierno de Venezuela en 2005 del mismo nombre.

- HBO Olé (1991-2000): canal de televisión por suscripción prémium formado en asociación con HBO y estaba dirigido a los países hispanoamericanos.[13] Fue lanzado el 31 de octubre de 1991.[13]

También se distribuían otros canales que se siguen emitiendo desde entonces:
- MTV
- USA Network (Cerrado en 2004 reemplazado por Universal TV y relanzado en 2023 a reemplazar a SYFY)
- Universal TV
- Telehit
- CNN
- Cartoon Network
- TNT
- Fox (hoy llamado Star Channel)
- Nickelodeon
- Discovery Channel

En la actualidad, estos canales transmiten a través de las cableoperadoras.

### Creación de HBO Olé
Al poco tiempo del surgimiento de Omnivisión Hernán Pérez Belisario, Enrique Cuzcó Cela y Rafael Simón Urbina, junto con otros directivos de dicho canal, fueron a una convención en Cannes a comienzos de 1991, donde plantearon la posibilidad de comprar derechos para vender a Omnivisión Multicanal fuera de Venezuela, logrando establecer una alianza con Warner Bros, que ya tenía interés en el mercado de América Latina.
Así nace HBO Olé (acrónimo de Home Box Office/Omnivision Latinoamérica Entertainment) en noviembre de 1991, que se lanzó desde Caracas con las facilidades de Omnivisión Multicanal, operando solamente 12 horas al día, hasta 1993 cuando se expandió a 18 horas y, finalmente, a 24 horas el 1 de noviembre de 1994.
HBO Olé transmitía películas de Warner Bros y programación variada (conciertos, especiales, deportes y series de estreno). Luego se lanzó una señal alternativa multiplexada: HBO Olé 2 (Hoy HBO Plus). A fines de la década de los años 90, el grupo Olé pasó a ser accionista minoritario en HBO Latinoamérica, razón por la cual el canal pasó a denominarse simplemente "HBO". Este canal emitió su señal en Caracas por la frecuencia 37 en UHF (si ben a veces se alternaba con Omnivisión en el canal 12). Desde octubre de 1994 HBO Ole transmitía en la frecuencia del ya mermado Omnivisión tras su expropiación forzosa (aun cuando se requería suscribirse para poderlo ver).